# Bornum am Elm
Bornum am Elm ist ein Ortsteil von Königslutter am Elm mit ca. 850 Einwohnern und liegt am Nordrand des Elms auf 127 m ü. NN im Landkreis Helmstedt.

## Geschichte
Erstmals urkundlich erwähnt wurde Bornum 1135 im Zusammenhang mit dem Bau der Stiftskirche St. Peter und Paul (sog. Kaiserdom) in Königslutter. Der Name geht zurück auf den niederdeutschen Begriff Born, was so viel heißt wie Brunnen, Quelle; die Endung –um ist die abgeschliffene Form von Bornhem, Bornheim. Der Name bedeutet also so viel wie Brunnenheim und weist auf die Vielzahl von Quellen hin, die sich aus dem nahen Elm speisen. Um 1220 wurde der Ort Bornnem iuxta Luttere, um 1270 Bornem iuxta Luttere und um 1280 Bornem penes Luttere genannt.
Die Edelherren von Meinersen waren in Bornum begütert. 1220 gaben sie aus ihrem Eigenbesitz 3 ½ Hufen Lehen an die Brüder Konrad und Steppo von Mahner. 2 Hufen Lehen gemeinsam an Johannes von Bornum und Egelolf von Volzum, dieselben Hufen um 1280 an Johannes von Volzum. Weitere 2 ½ Hufen Lehen an Gottfried von Vorsfelde.
Ursprünglich im Besitz des Stifts Lutter, wurde das Gut Bornum in den folgenden Jahrhunderten von den Braunschweiger Herzögen an verschiedene Lehnsherren gegeben. Von 1465 bis 1706 war mit kurzen Unterbrechungen die Familie von Wendessen Lehnsmann der Bornumer. Im Jahre 1764 kaufte Philipp von Westphalen das Gut Bornum, der Freund und Sekretär Herzog Ferdinands von Braunschweig-Lüneburg. Sein in Bornum geborener Sohn Ludwig von Westphalen wurde der Mentor und Schwiegervater von Karl Marx. Danach hatte das Gut viele wechselnde Pächter, ehe es 1845 von mehr als 50 Bauern des Ortes übernommen wird. Seit dem 1. März 1974 ist Bornum ein Ortsteil der Stadt Königslutter.

### Geplante Fusion mit Wolfsburg
Am 14. März 2013 stimmte der Rat der Stadt Königslutter am Elm einstimmig für den Eintritt in Fusionsverhandlungen mit der Stadt Wolfsburg. Die Fusionspläne wurden 2014 aufgegeben. In Bornum und seinem Ortsrat bestand die Tendenz, diesen Weg nicht mitzugehen. Hier wurde ein Ausscheiden aus Königslutter und die Umgemeindung in die Gemeinde Cremlingen angestrebt.

### Wappen
Die vielen Quellen in Bornum spiegeln sich im Ortswappen wider als viermal grün-silber geteilter Wellenschildfluss. Über den Wellen schwebt in Silber eine grüne Linde. Linden waren in Bornum charakteristisch und auf allen Plätzen und Straßen zu finden. Am 15. Februar 1962 beschloss der Rat der Gemeinde das Wappen. Der Präsident des Verwaltungsbezirks Braunschweig genehmigte das Wappen am 12. Oktober 1962.

## Politik

### Bürgermeister/Ortsvorsteher
Derzeit ist Hans-Joachim Scherenhorst (SPD) Ortsbürgermeister von Bornum.

### Ortsrat
Der Bornumer Ortsrat setzt sich derzeit aus 9 Ratsmitgliedern zusammen. Die Sitzverteilung stellt sich seit der letzten Kommunalwahl am 12. September 2021 wie folgt dar:
| Ortsrat Lelm 2021–2026Insgesamt 9 Sitze - SPD: 4 - Grüne: 1 - CDU: 4 |
| Ortsratswahl 2021 %50403020100 46,83 %39,25 %13,92 % SPDCDUGrüneGewinne und Verlusteim Vergleich zu 2016 %p 14 12 10 8 6 4 2 0 −2 −4 −6 −8−10−8,12 %p−5,79 %p+13,92 %pSPDCDUGrüne |

| Parteien und Wählergemeinschaften | Parteien und Wählergemeinschaften           | % 2016  | Sitze 2016 | % 2011  | Sitze 2011 | % 2006  | Sitze 2006 |
| SPD                               | Sozialdemokratische Partei Deutschlands     | 54,95   | 5          | 55,47   | 5          | 51,98   | 5          |
| CDU                               | Christlich Demokratische Union Deutschlands | 45,04   | 4          | 44,52   | 4          | 48,01   | 4          |
| gesamt                            | gesamt                                      | 100     | 9          | 100     | 9          | 100     | 9          |
| Wahlbeteiligung in %              | Wahlbeteiligung in %                        | 68,69 % | 68,69 %    | 71,51 % | 71,51 %    | 69,29 % | 69,29 %    |

## Neues aus Uhlenbusch

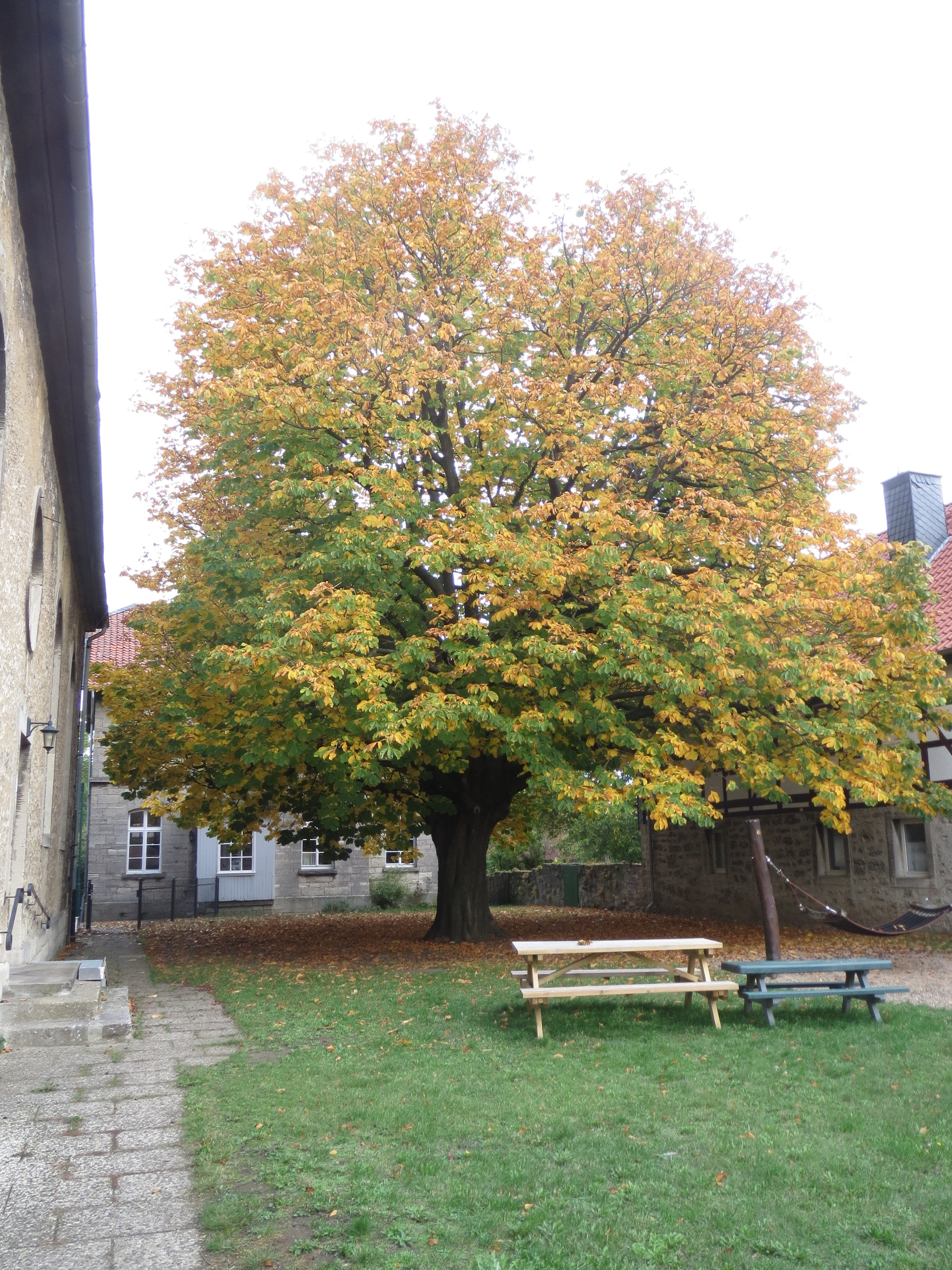
Kastanie neben der Christophorus-Kirche, Schauplatz der Episode „Uhlenbusch steht Kopf“

Ende der 1970er Jahre war Bornum außerdem Schauplatz der erfolgreichen ZDF-Kinderserie Neues aus Uhlenbusch. Der Laden von „Tante Appelboom“ steht direkt neben der Kirche. Heute wird es als Wohnhaus genutzt.

## Bauwerke
- Christophorus-Kirche, Ursprung und Turmbasis mittelalterlich, zweites Schiff 1799, Turmspitze von 1896
- Kemenate (sog. „Tempel“), Wehrturm des Bornumer Gutes, erstmals erwähnt 1403

## Persönlichkeiten
- Christian Hoburg, protestantischer Theologe, gehört zu den geistigen Vätern des Pietismus, Pfarrer in Bornum von 1645 bis 1648.
- Lorenz Heister, Begründer der wissenschaftlichen Chirurgie in Deutschland und Autor des ersten entsprechenden Lehrbuchs in deutscher Sprache, gestorben in Bornum 1758
- Philipp von Westphalen († 1792), Sekretär des Herzogs Ferdinand von Braunschweig, Gutsherr in Bornum von 1764 bis 1780
- Ludwig von Westphalen, in Bornum geborener Mentor und Schwiegervater von Karl Marx
- Ernestine Christine Reiske, Gutsherrin in Bornum 1780 bis 1791, Philologin und Lessing-Freundin, Witwe des Gelehrten Johann Jacob Reiske
- Otto Buchheister (1893–1966), Politiker (NSDAP), MdR
- Arno Dübel (1956–2023), geboren in Bornum am Elm, deutscher Langzeitarbeitsloser

## Regelmäßige Veranstaltungen
Seit 1985 führt die plattdeutsche Theatergruppe in einer Gastwirtschaft regelmäßig von Januar bis März selbst geschriebene Stücke auf.
Seit 1993 findet jährlich ein Wettbewerb im Einachspflügen statt.